# Mokronog - Trebelno
Mokronog - Trebelno là một khu tự quản (tiếng Slovenia: občine, số ít – občina) trong vùng Dolenjska của Slovenia. Mokronog - Trebelno có diện tích 73.4 km2, dân số là theo điều tra ngày 31 tháng 3 năm 2002 là 2873 người. Thủ phủ khu tự quản Mokronog - Trebelno đóng tại Mokronog.